# صرب تركيا
بوشناق تركيا هم مواطنين أتراك ينحدرون من أصول صربية أو مواطنين ولدوا في صربيا وانتقلوا إلي تركيا.

## التعداد
في إحصاء سنة 1965،كان 6,599 مواطن تركي يتحدثون الصربية كلغة أولى، بينما كان 58,802 يتحدثون الصربية كلغة ثانية.

## أعلام صرب تركيا
- صقللي محمد باشا، صدر أعظم.
- إفانا صارت مقدمة برامج،ممثلة، عارضة أزياء، سيدة أعمال،مؤلفة، ملكة جمال، اجتماعية.